# Julie, ou la nouvelle Héloïse

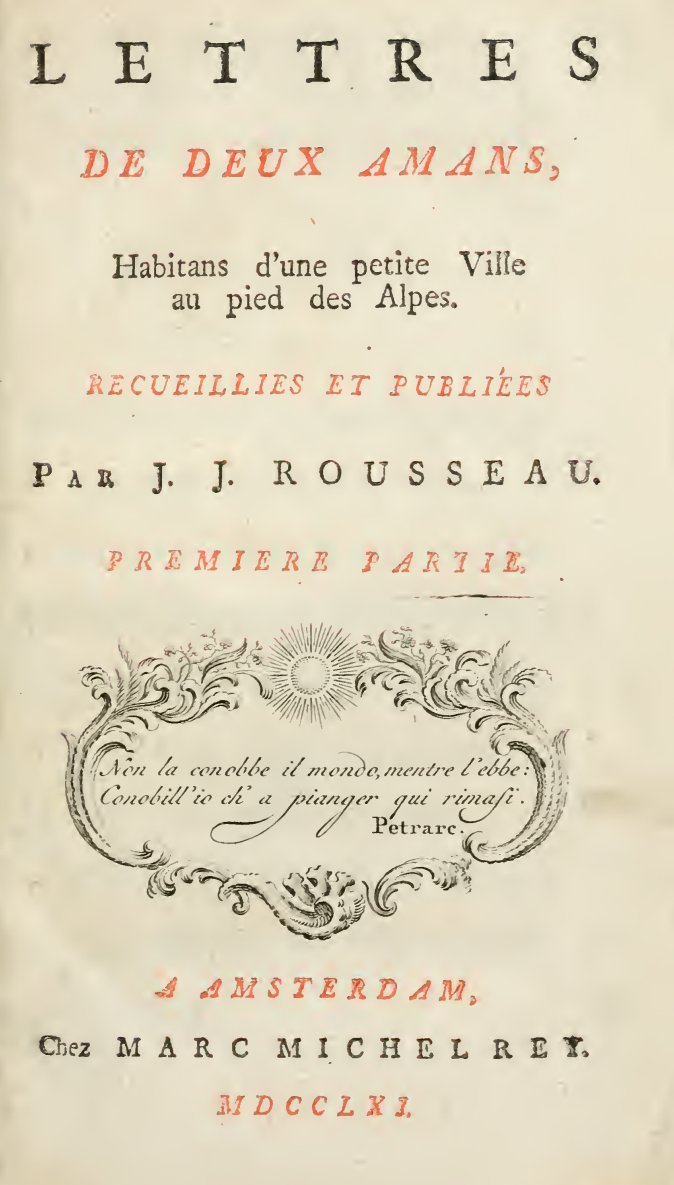
Julie, ou la nouvelle Héloïse

Julie, ou la nouvelle Héloïse of in het Nederlands Julie, de nieuwe Héloïse is een briefroman van Jean-Jacques Rousseau uit 1761. De oorspronkelijke uitgave, verschenen bij Marc-Michel Rey in Amsterdam, was getiteld: Lettres de deux amans, habitans d'une petite ville au pied des Alpes. Het verhaal gaat over twee geliefden uit verschillende klassen die veel tegenstand ondervinden voor hun wens met elkaar te trouwen. In brieven aan elkaar schrijven ze over hun gedachten en emoties. Het werk verwijst naar de middeleeuwse brieven van Abélard en Héloïse.

## Beschrijving
De onmogelijke liefdesgeschiedenis tussen Saint-Preux en de adellijke Julie d'Étanges speelt zich af in een klein stadje aan de voet van de Alpen. Rousseau beschrijft de eisen die de samenleving stelt als Julie zwanger wenst te worden van haar leraar in de verwachting dat hij haar zal trouwen. Haar vader is ontzet als Saint-Preux een huwelijksaanzoek doet. Het is niet de rivaliteit tussen twee families, zoals in Romeo en Julia, maar het klassenverschil. Julie werd de draagster van de nieuwe moraal in de wereld van concurrentie, macht en geweld.
Hoewel Rousseau het boek schreef als een roman, is er een filosofische theorie over authenticiteit in verweven omdat Rousseau in het boek autonomie en authenticiteit als morele waarden onderzocht. Men neemt aan dat Rousseau de ethiek van authenticiteit hoger schatte dan rationele morele principes; hij schreef dat men weliswaar moest doen wat opgedragen was door de maatschappij, maar dat deze eis ondergeschikt was aan de "heilige principes" en gevoelens van eigen identiteit. Niet-authentiek gedrag zou de weg vrijmaken tot zelfvernietiging.
De historicus Robert Darnton heeft geschreven dat Julie waarschijnlijk een van de best verkochte boeken van de eeuw was. Uitgeverijen konden de vraag niet aan zodat zij het boek per dag, zelfs per uur, uitleenden. Er waren ten minste zeventig versies in druk voor 1800. Maar wat meer nog dan de populariteit de verbazing wekte, waren ook de emoties die Julie teweegbracht bij de lezers. 

## Reacties op het boek
Lezers waren soms zo overmand door gevoel dat zij in groten getale brieven aan Rousseau schreven, waardoor die een van de eerste sterauteurs werd. Eén lezer beschreef hoe het boek hem bijna gek maakte, terwijl een ander meldde dat zijn verkoudheid was genezen door het heftige snikken. De ene lezer na de andere beschreef zijn tranen, heftige emoties en zelfs extase aan Rousseau. Eén lezer schreef aan Rousseau: Ik durf u niet te vertellen wat het boek met mij deed; nee, ik was al voorbij huilen. Een scherpe pijn doorsneed mij. Mijn hart voelde verpletterd. Dat Julie stierf was voor mij niet alsof een onbekend persoon overleed. Ik geloofde dat ik haar zuster, haar vriend, haar Claire was. Mijn pijn werd zo sterk dat als ik het boek niet had weggelegd ik ziek zou zijn geworden, net als alle personen die die geweldige vrouw bijstonden in haar laatste ogenblikken. Net als bovengenoemde lezer raakten de meeste mensen zeer geïnteresseerd in de karakters van de roman, zelfs tot een niveau dat tot dan toen geheel nieuw was. Sommige lezers konden niet accepteren dat het boek fictie was.
Een vrouw schreef aan Rousseau: Veel mensen die het boek hebben gelezen en het met mij hebben besproken zeiden dat u het goed geschreven had. Ik kan dat niet geloven. Als dat zo is, hoe kan een verkeerd lezen zulke sensaties hebben opgeroepen, zoals die ik had toen ik het boek las. Ik smeek u, meneer, vertel mij, heeft Julie echt geleefd? Is Saint-Preux nog in leven? In welke stad woont hij? Claire, die lieve Claire, is zij haar vriendin gevolgd in het graf? Meneer de Womar, Milord Edouard, alle personen, zijn zij slechts verbeelding, zoals iemand mij probeerde te vertellen? Als dat het geval is, in wat voor wereld leven wij dan, waarin ware deugden slechts een fictie zijn. Andere lezers identificeerden zich minder met de personen maar meer met de worsteling die zij doormaakten. Zij zagen in Julie een verhaal over verleiding, zonde en vernietiging, dat zij projecteerden op hun eigen leven.

## Censuur
Het boek werd op de Index librorum prohibitorum geplaatst.
Het hoofd van de Franse censuur, Chrétien-Guillaume de Lamoignon de Malesherbes, bood Rousseau aan gebruik te maken van de diplomatieke post om zo te besparen op zijn verzendkosten van de drukproeven, maar uiteindelijk schrapte hij meer dan honderd bladzijden in de Parijse editie. In het exemplaar dat bestemd was voor Madame de Pompadour schrapte hij één hele zin; hiervoor liet hij een nieuwe pagina drukken en inplakken.

## Volledige tekst in het Frans (editie 1819), incl. voorwoorden
https://books.google.com.bd/books?id=9QUYAAAAYAAJ&printsec=frontcover#v=onepage&q&f=false
https://www.rousseauonline.ch/Text/julie-ou-la-nouvelle-eloise-tome-premier-preface.php

## Nederlandse vertaling
In 1797 verscheen onder de titel Julia of de nieuwe Heloïse in brieven van twee gelieven een Nederlandse vertaling van het eerste deel bij Johannes Allart in Amsterdam. Het tweede deel werd wel aangekondigd, maar is nooit verschenen.

## Bibliografie

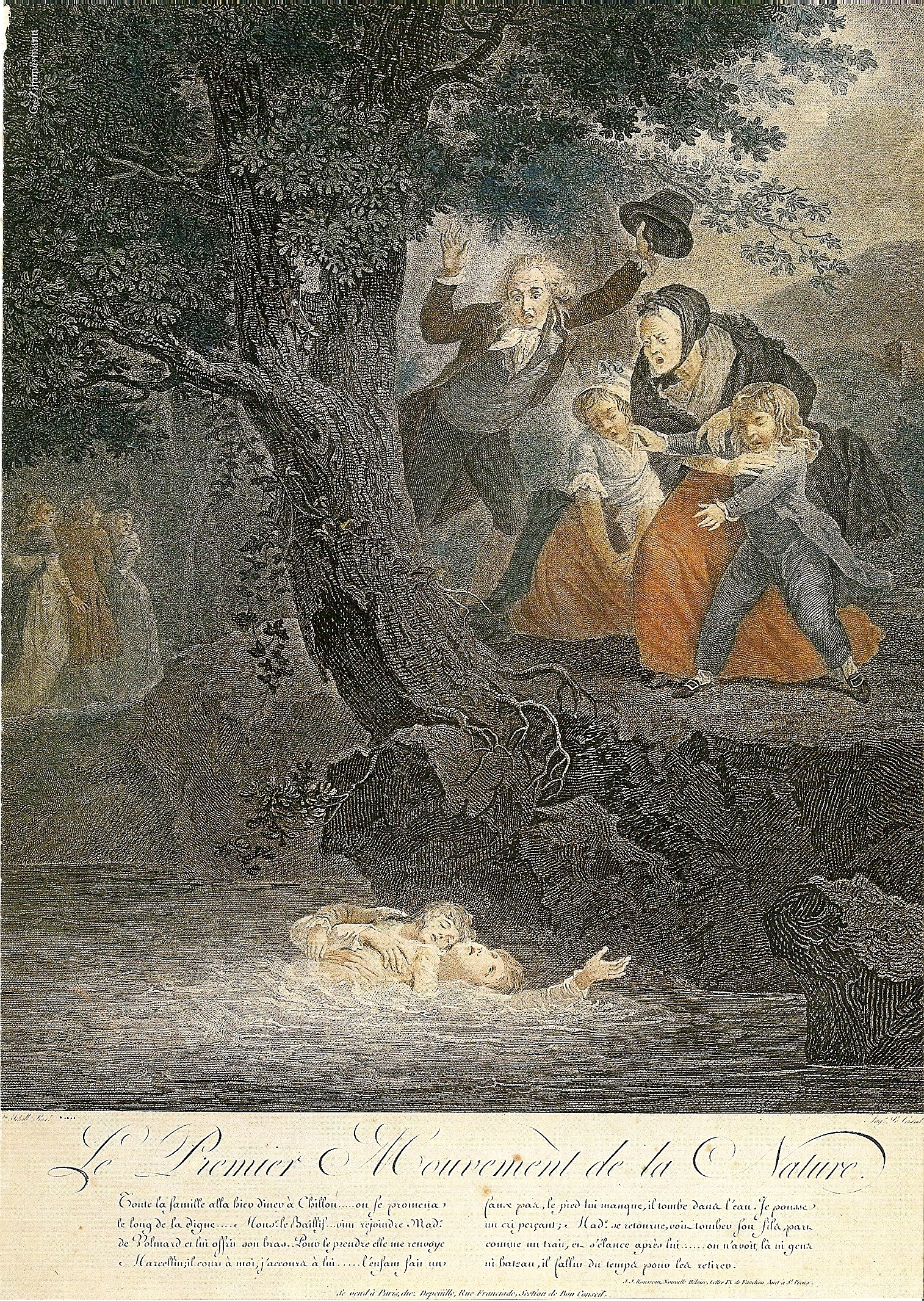
Héloïse

## Artikelen

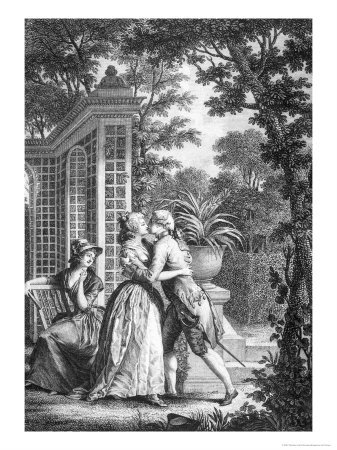
De eerste kus in Julie, ou la nouvelle Héloïse door Nicolas-André Monsiau

- (fr)  Nouchine Behbahani, Paysages rêvés, paysages vécus dans La Nouvelle Héloïse de J. J. Rousseau, Voltaire Foundation at the Taylor Institution, Oxford, 1989, ISBN 978-0-7294-0393-1
- (fr)  Jacques Berchtold, “L’Impossible Virginité du jardin verbal : les Leçons de la nature selon la Lettre IV, 11 de La Nouvelle Héloïse“, Éd. et préf. Jürgen Söring, Peter Gasser, Rousseauismus: Naturevangelium und Literatur, Frankfurt, Peter Lang, 1999, p. 53-83 ISBN 978-3-631-34916-8
- (fr)  Nadine Bérenguier, “Le ‘Dangereux Dépôt’: Virginité et contrat dans Julie ou La Nouvelle Héloïse ”, Eighteenth-Century Fiction, July 1997, nº 9 (4), p. 447-63
- (fr)  André Blanc, “Le Jardin de Julie”, Dix-huitième Siècle, 1982, nº 14, p. 357-376
- (fr)  Luciano Bulber, “Jean-Jacques Rousseau, peintre de la nature-état d’âme dans La Nouvelle Héloïse“, Kwartalnik Neofilologiczny, 1988, nº 35 (4), p. 415-29
- (fr)  Henri Coulet, “Couples dans La Nouvelle Héloïse“, Littératures, Fall 1989, nº 21, p. 69-81
- (fr)  Catherine Cusset, “Cythère et Elysée: Jardin et plaisir de Watteau à Rousseau”, Dalhousie French Studies, Winter 1994, nº 29, p. 65-84
- (fr)  Claude Labrosse, Éd. K. Kupisz, G.-A. Pérouse, J.-Y. Debreuille, "La Figure de Julie dans La Nouvelle Héloïse", Le Portrait littéraire, Lyon, PU de Lyon, 1988, p. 153-58
- (fr)  Michel Delon, “La Nouvelle Héloïse et le goût du rêve”, Magazine Littéraire, Sept 1997, nº 357, p. 36-8
- (fr)  Arbi Dhifaoui, “L’Épistolaire et/ou la violence dans La Nouvelle Héloïse de Rousseau”, Éd. et intro. Martine Debaisieux, Gabrielle Verdier, Violence et fiction jusqu’à la Révolution, Tübingen, Narr, 1998, p. 357-66
- (fr)  Jean Ehrard, “Le Corps de Julie”, Éd. Raymond Trousson, Michèle Biblio. Mat-Hasquin, Jacques Lemaire, Ralph Heyndels, Thèmes et figures du siècle des Lumières : mélanges offerts à Roland Mortier, Genève, Droz, 1980, p. 95-106
- (fr)  Anne Srabian de Fabry, “L’Architecture secrète de La Nouvelle Héloïse“, Australian Journal of French Studies, 1982 Jan.-Apr., nº 19 (1), p. 3-10
- (fr)  Anne Srabian de Fabry, “Quelques observations sur le dénouement de La Nouvelle Héloïse“, French Review, Oct 1972, nº 46 (1), p. 2-8
- (fr)  R. J. Howells, “Désir et distance dans La Nouvelle Héloïse“, Studies on Voltaire and the Eighteenth Century, 1985, nº 230, p. 223-232
- (fr)  R. J. Howells, “Deux histoires, un discours : La Nouvelle Héloïse et le récit des amours d’Émile et Sophie dans l’Émile”, Studies on Voltaire and the Eighteenth Century, 1987, nº 249, p. 267-294
- (fr)  François Jost, “La Nouvelle Héloïse, Roman Suisse”, Revue de Littérature Comparée, 1962, nº 35, p. 538-565
- (fr)  Tanguy L’Aminot, “L’Amour courtois dans La Nouvelle Héloïse“, Piau-Gillot, Colette Éd. Desné, Roland Éd. L’Aminot, Tanguy Éd. Modernité et pérennité de Jean-Jacques Rousseau. Champion, Paris, 2002, p. 241-57
- (fr)  Claude Labrosse, “Nouveauté de La Nouvelle Héloïse," Eighteenth-Century Fiction, Jan-Apr 2001, nº 13 (2-3), p. 235-46
- (fr)  J.-L. Lecercle, “L’Inconscient et création littéraire : sur La Nouvelle Héloïse“, Études Littéraires, 1969, nº 1, p. 197-204
- (fr)  Annie Leclerc, “Jean-Jacques Rousseau : l’Amour au pays des chimères”, Magazine Littéraire, Par 1995, nº 331, p. 31-34
- (fr)  Pierre Rétat, Litteratures, “L’Économie rustique de Clarens”, 1989 Fall; 21: 59-68
- Laurence Mall, “Les Aberrations de l’errance : le Voyage dans La Nouvelle Héloïse“, Australian Journal of French Studies, 1994, nº 31 (2), p. 175-87
- (fr)  Francine Markovits, “Rousseau et l’éthique de Clarens : une économie des relations humaines”, Stanford French Review, 1991, nº 15 (3), p. 323-48
- (fr)  Ourida Mostefai, Lectures de La Nouvelle Héloïse, N. Amer. Assn. for the Study of Jean-Jacques Rousseau, Ottawa, 1993 ISBN 978-0-9693132-3-6
  - (fr)  Philip Knee, “Wolmar comme médiateur politique”, p. 117-27
  - (fr)  Guy Lafrance, “L’Éthique de La Nouvelle Héloïse et du Émile ou De l'éducation|Vicaire Savoyard“, p. 141-50
  - Jim MacAdam, “Reading Julie Amour-propre-ly”, p. 107-16
  - (fr)  Laurence Mall, pp. 163–73”, “L’Intérieur et l’extérieur : Étude des lettres parisiennes dans La Nouvelle Héloïse“, p. 163-73
  - (fr)  Jean Roussel, pp. 61–72”, “La Nouvelle Héloïse et la politique : de l’écart à l’emblème”, p. 61-72
  - (fr)  Teresa Sousa de Almeida, “La Circulation des lettres dans le roman ou le Partage des pouvoirs”, p. 175-84
  - (fr)  Jean Terrasse, pp. 129–39”, “Jean-Jacques, Saint-Preux et Wolmar : aspects de la relation pédagogique”, p. 129-39
  - (fr)  Loïc Thommeret, “De La Nouvelle Héloïse aux Confessions, une triade infernale”, p. 213-21
  - (fr)  María José Villaverde, “L’Égalité dans La Nouvelle Héloïse“, p. 73-84
- Ruth Ohayon, “Rousseau’s Julie; Or, the Maternal Odyssey”, College Language Association Journal, Sept. 1986, nº 30 (1), p. 69-82
- (fr)  Robert Osmont, “Expérience vécue et création romanesque : le sentiment de l’éphémère dans La Nouvelle Héloïse“, Dix-huitième Siècle, 1975, nº 7, p. 225-42
- (fr)  Paul Pelckmans, “Le Rêve du voile dans La Nouvelle Héloïse“, Revue Romane, 1982, nº 17 (1), p. 86-97
- (fr)  René Pomeau, “Le Paysage de La Nouvelle Héloïse : l’Asile, l’espace”, The Feeling for Nature and the Landscape of Man, Éd. Paul Hallberg, Gothenburg, Kungl. Vetenskaps & Vitterhets-Samhället, 1980, p. 132-42
- (fr)  Jean Roussel, “La Douleur de Saint-Preux”, Éd. Carminella Biondi, Carmelina Imbroscio, Marie-Josée Latil, Nadia Minerva, Carla Pellandra, Adriana Sfragaro, Brigitte Soubeyran, Paola Vecchi, La Quête du bonheur et l’expression de la douleur dans la littérature et la pensée françaises. Genève, Droz, 1995, p. 371-9
- (fr)  Jean Roussel, “La Faute, le rachat et le romanesque dans La Nouvelle Héloïse“, Travaux de Littérature, 1995; 8: 209-20
- (fr)  Timothy Scanlan, “Perspectives on the Nuits d’amour in Rousseau’s La Nouvelle Héloïse“, AUMLA, Nov 1993, nº 80, p. 93-9
- (fr)  Norbert Sclippa, “L’Idéal politique et l’idée de Nation dans La Nouvelle Héloïse“, Jean-Jacques Rousseau, politique et nation, Intro. Robert Thiéry, Paris, Champion, 2001, XXIV, p. 101-8
- (fr)  Norbert Sclippa, “La Nouvelle Héloïse et l’aristocratie”, Studies on Voltaire and the Eighteenth Century, 1991, nº 284, p. 1-71
- (fr)  Norbert Sclippa, “La Nouvelle Héloïse, la noblesse et la bourgeoisie”, Studies on Voltaire and the Eighteenth Century, 1989, nº 265, p. 1617-1619
- (fr)  Jean-Paul Sermain, “La Nouvelle Héloïse ou l’invention du roman-poème””, Éd. Colette Piau-Gillot, Roland Desné, Tanguy L’Aminot, Modernité et pérennité de Jean-Jacques Rousseau, Paris, Champion, 2002, p. 227-40
- (fr)  Jean Sgard, “De Cunégonde à Julie”, Recherches et Travaux, 1996, nº 51, p. 121-30
- (fr)  Lieve Spaas, “D’un Clarens à l’autre : structures du désir sexuel dans La Nouvelle Héloïse“, Studies on Voltaire and the Eighteenth Century, 1991, nº 284, p. 73-82
- (fr)  Jean Starobinski, “Jean-Jacques Rousseau : Jours uniques, plaisirs redoublés”, Thèmes et figures du siècle des Lumières : mélanges offerts à Roland Mortier, Éd. Raymond Trousson Michèle Mat-Hasquin, Jacques Lemaire, Ralph Heyndels, Genève, Droz, 1980, p. 285-97
- (fr)  Raymond Trousson, “De Jacques à Jean-Jacques ou du bon usage de La Nouvelle Héloïse“, Éd. Elio Mosele, Intro. Pierre Brunel, George Sand et son temps, I-III. Slatkine, Genève, 1994, p. 749-66
- (fr)  Raymond Trousson, “Le Rôle de Wolmar dans La Nouvelle Héloïse“, Éd. Raymond Trousson, Michèle Mat-Hasquin, Jacques Lemaire, Ralph Heyndels, Thèmes et figures du siècle des Lumières : mélanges offerts à Roland Mortier, Genève, Droz, 1980, p. 299-306
- (fr)  Joseph Waldauer, “La Solitude et la communauté dans La Nouvelle Héloïse“, Studies on Voltaire and the Eighteenth Century, 1989, nº 265, p. 1271-4
- Hans Wolpe, “Psychological Ambiguity in La Nouvelle Héloise“, University of Toronto Quarterly, 1959, nº 28, p. 279-90

Projet concernant de nouveaux signes pour la musique · Dissertation sur la musique moderne  · Discours sur les sciences et les arts · Discours sur la vertu du héros · Le devin du village · Narcisse ou l'Amant de lui-même · Discours sur l'origine et les fondements de l'inégalité parmi les hommes · Examen de deux principes avancés par M. Rameau · Jugement du Projet de paix perpétuelle de Monsieur l'Abbé de Saint-Pierre · Lettres morales, écrites entre 1757 et 1758, publication posthume en 1888 · Lettre sur la providence · J.-J. Rousseau, Citoyen de Genève, à M. d'Alembert sur les spectacles · Julie, ou la nouvelle Héloïse · Émile, ou De l'éducation, dans lequel est inclus La profession de foi du vicaire savoyard au livre IV · Du contrat social · Lettres écrites de la montagne · Lettres sur la législation de la Corse · Considérations sur le gouvernement de Pologne · Pygmalion · Essai sur l'origine des langues · Projet de constitution pour la Corse · Edictionnaire de musique · Les Confessions · Dialogues, Rousseau juge de Jean-Jacques · Les Rêveries du promeneur solitaire · Émile et Sophie, ou les Solitaires